# Opisthacanthus
Genre
Synonymes
- Dacurus Peters, 1861
- Opisthocentrus Pocock, 1893 nec Kner, 1868
- Metascorpiops Toledo-Piza, 1972
- Nepabellus Francke, 1974
- Monodopisthacanthus Lourenço, 2001

Opisthacanthus est un genre de scorpions de la famille des Hormuridae.

## Distribution
Les espèces de ce genre se rencontrent en Afrique subsaharienne et en Amérique tropicale.

## Liste des espèces
Selon The Scorpion Files (25/02/2025) :
- Opisthacanthus africanus Simon, 1876
- Opisthacanthus ambanja Lourenço, 2014
- Opisthacanthus andohahela Lourenço, 2014
- Opisthacanthus antsiranana Lourenço, 2014
- Opisthacanthus asper (Peters, 1861)
- Opisthacanthus autanensis González-Sponga, 2004
- Opisthacanthus basutus Lawrence, 1955
- Opisthacanthus borboremai Lourenço & Fe, 2003
- Opisthacanthus brevicauda Rojas-Runjaic, Borges & Armas, 2008
- Opisthacanthus capensis Thorell, 1876
- Opisthacanthus cayaporum Vellard, 1932
- Opisthacanthus darainensis Lourenço & Goodman, 2006
- Opisthacanthus diremptus (Karsch, 1879)
- Opisthacanthus elatus (Gervais, 1844)
- Opisthacanthus faillei Lourenço & Wilmé, 2019
- Opisthacanthus heurtaultae Lourenço, 1980
- Opisthacanthus laevipes (Pocock, 1893)
- Opisthacanthus lamorali Lourenço, 1981
- Opisthacanthus lavasoa Lourenço, Wilmé & Waeber, 2016
- Opisthacanthus lecomtei (Lucas, 1858)
- Opisthacanthus lepturus (Beauvois, 1805)
- Opisthacanthus lourencoi Ythier, 2022
- Opisthacanthus lucienneae Lourenço & Goodman, 2006
- Opisthacanthus maculatus Lourenço & Goodman, 2006
- Opisthacanthus madagascariensis Kraepelin, 1894
- Opisthacanthus milloti Lourenço & Goodman, 2008
- Opisthacanthus mossambicensisLourenço & Ythier, 2024
- Opisthacanthus pauliani Lourenço & Goodman, 2008
- Opisthacanthus piceus Lourenço & Goodman, 2006
- Opisthacanthus piscatorius Lawrence, 1955
- Opisthacanthus rugiceps Pocock, 1897
- Opisthacanthus rugulosus Pocock, 1896
- Opisthacanthus surinamensis Lourenço, 2017
- Opisthacanthus titanus Lourenço, Wilmé & Waeber 2018
- Opisthacanthus valerioi Lourenço, 1980
- Opisthacanthus validus Thorell, 1876
- Opisthacanthus weyrauchi Mello-Leitão, 1948

## Systématique et taxinomie
Ce genre a été décrit par Peters en 1861.
Dacurus a été placé en synonymie par Karsch en 1879.
Opisthocentrus Pocock, 1893, préoccupé par Opisthocentrus Kner, 1868, remplacé par Nepabellus par Francke en 1974, a été placé en synonymie par Kraepelin en 1894.
Metascorpiops a été placé en synonymie par Lourenço en 1987.

## Publication originale
- Peters, 1861 : « Ueber eine neue Eintheilung der Skorpione und ueber die von ihm in Mossambique gesammelten Arten von Skorpionen, aus welchem hier ein Auszug mitgetheilt wird. » Monatsberichte der Königlichen Preussischen Akademie der Wissenschaften zu Berlin, vol. 1861, no 1, p. 507–516 (texte intégral).